# Klejnówko
Klejnówko [klɛi̯ˈnufkɔ] (tiếng Đức: Gut Klenau)  là một ngôi làng ở quận hành chính của Gmina Braniewo, trong huyện Braniewski, Warmińsko-Mazurskie, ở miền bắc Ba Lan, gần biên giới với Kaliningrad của Nga. Nó nằm khoảng 6 kilômét (4 mi)   phía tây bắc Braniewo và 85 km (53 mi)     phía tây bắc của thủ đô khu vực Olsztyn.
Làng có dân số 45 người.